# Теслапанк
Теслапанк (англ. Teslapunk, від імені сербсько-американського винахідника - Ніколи Тесли) — напрям у науковій фантастиці (одна з похідних від кіберпанку), що описує світ електротехнологій, створених за подобою робіт  Ніколи Тесли

## Твори у жанрі теслапанк
- «Престиж» (англ. The Prestige, американський науково-фантастичний фільм 2006 року)
- «Сховище 13» (англ. Warehouse 13, американський науково-фантастичний серіал, започаткований у 2009 році)
- «Збезчещений» (англ. Dishonored, французька відеогра, що вийшла у 2012 році)
- «Несвященний Метрополіс» (англ. Unhallowed Metropolis, відеогра)